# Orodesmus ellipticus
Orodesmus ellipticus är en mångfotingart som beskrevs av Cook. Orodesmus ellipticus ingår i släktet Orodesmus och familjen Oxydesmidae. Inga underarter finns listade i Catalogue of Life.